# Desmognathus
Desmognathus – rodzaj płazów ogoniastych z podrodziny Plethodontinae w obrębie rodziny bezpłucnikowatych (Plethodontidae).

## Zasięg występowania
Rodzaj obejmuje gatunki występujące we wschodnich Stanach Zjednoczonych i południowo-wschodniej Kanadzie, na zachód do wschodniej Oklahomy i Teksasu.

## Systematyka

### Etymologia
- Desmognathus: gr. δεσμος desmos „więzadło, węzeł, sznur”[6]; γναθος gnathos „szczęka, żuchwa”[7].
- Leurognathus: gr. λευρος leuros „gładki, równy”[8]; γναθος gnathos „szczęka, żuchwa”. Gatunek typowy: Leurognathus marmorata Moore, 1899.
- Geognathus: gr. γεω- geō- „ziemny-”, od γη gē „ziemia”; rodzaj Desmognathus Baird, 1850[4]. Gatunek typowy: Desmognathus wrighti King, 1936.
- Hydrognathus: gr. ὑδρο- hudro- „wodny-”, od ὑδωρ hudōr, ὑδατος hudatos „woda”; rodzaj Desmognathus Baird, 1850[4]. Gatunek typowy: Desmognathus brimleyorum Stejneger, 1895.

### Podział systematyczny
Do rodzaju należą następujące gatunki:

- Desmognathus abditus Anderson & Tilley, 2003
- Desmognathus adatsihi Pyron & Beamer, 2022
- Desmognathus aeneus Brown & Bishop, 1947
- Desmognathus amphileucus (Bishop, 1941)
- Desmognathus anicetus Pyron & Beamer, 2023
- Desmognathus apalachicolae Means & Karlin, 1989
- Desmognathus aureatus (Martof, 1956)
- Desmognathus auriculatus (Holbrook, 1838)
- Desmognathus bairdi Pyron & Beamer, 2023
- Desmognathus balsameus Pyron & Beamer, 2022
- Desmognathus brimleyorum Stejneger, 1895
- Desmognathus campi Pyron & Beamer, 2023
- Desmognathus carolinensis Dunn, 1916
- Desmognathus catahoula Pyron & Beamer, 2023
- Desmognathus cheaha Pyron, O’Connell, Duncan, Burbrink & Beamer, 2023
- Desmognathus conanti Rossman, 1958
- Desmognathus folkertsi Camp, Tilley, Austin & Marshall, 2002
- Desmognathus fuscus (Green, 1818) – czarniaczek[9]
- Desmognathus gvnigeusgwotli Pyron & Beamer, 2022
- Desmognathus imitator Dunn, 1927
- Desmognathus intermedius (Pope, 1928)
- Desmognathus kanawha Pyron & Beamer, 2022
- Desmognathus lycos Pyron & Beamer, 2023
- Desmognathus marmoratus (Moore, 1899)
- Desmognathus mavrokoilius Pyron & Beamer, 2022
- Desmognathus monticola Dunn, 1916
- Desmognathus ochrophaeus Cope, 1859 – czarniaczek górski[10]
- Desmognathus ocoee Nicholls, 1949
- Desmognathus orestes Tilley & Mahoney, 1996
- Desmognathus organi Crespi, Browne & Rissler, 2010
- Desmognathus pascagoula Pyron, O’Connell, Lamb & Beamer, 2022
- Desmognathus perlapsus Neill, 1950
- Desmognathus planiceps Newman, 1955
- Desmognathus santeetlah Tilley, 1981
- Desmognathus tilleyi Pyron & Beamer, 2023
- Desmognathus valentinei Means, Lamb & Bernardo, 2017
- Desmognathus valtos Pyron & Beamer, 2022
- Desmognathus welteri Barbour, 1950
- Desmognathus wrighti King, 1936